# Lista över Nuncios avkommor
Lista över Nuncios avkommor som är svenskregistrerade hos Svensk Travsport.

## Kullen 2019
| Namn               | Kön    | Mor                | Morfar             |
| ------------------ | ------ | ------------------ | ------------------ |
| Ies Diamant        | sto    | Miss Tessami       | Spotlite Lobell    |
| Cacco Levallo      | hingst | Tortuga            | Going Kronos       |
| Credityuan         | hingst | Credityen          | Credit Winner      |
| Get Ahead          | hingst | Girls Getaway      | Donerail           |
| Xanthis Hilton     | hingst | High Flying Style  | Dream Vacation     |
| Ecological Honey   | hingst | Taste Like Honey   | Muscle Hill        |
| R.K.Star           | hingst | Cheek Ribb         | Alf Palema         |
| Roadtohana         | hingst | Coco Truffles      | Muscle Hill        |
| Oceanroad Zon      | hingst | Jacqueline Zon     | Love You           |
| Calibra V.W.       | sto    | Klara              | Rite on Line       |
| Marea              | hingst | Rose Hill Dream    | Taurus Dream       |
| Without Reference  | hingst | Approach Reference | Scarlet Knight     |
| Bys Rosy Nunc      | sto    | Mellby Smaragd     | Pine Chip          |
| Bollinger Bishop   | hingst | Patricia Bishop    | Steinlager         |
| Seigneur d'Inverne | hingst | Caddie Florin      | Love You           |
| El Valle Sagrado   | hingst | Urubamba           | Maharajah          |
| Marcia Griffiths   | hingst | Coktail Winny      | Coktail Jet        |
| Jackpot            | hingst | Hocus Broline      | S.J.'s Caviar      |
| Bugatti Hall       | hingst | Marion Hall        | Lindy Lane         |
| Occhio             | hingst | Caddie Heart       | Love You           |
| Kings Watch        | sto    | Vincere Scis Win   | Credit Winner      |
| Bravo Wilma        | sto    | Ocean Breeze       | Turbo Thrust       |
| Exactly            | hingst | Target Hoss        | Muscles Yankee     |
| Chevalier Indika   | hingst | Cash Queen Indika  | Ready Cash         |
| Relationship       | sto    | Honey Honey        | Gentle Star        |
| Crazy Life         | sto    | Lavidaloca de Vie  | Crazed             |
| Imperial Wine      | hingst | Sweet Home Alabama | Dream Vacation     |
| Allanso Pagani     | hingst | Caramia Knight     | Scarlet Knight     |
| Jamie Sisu         | hingst | Dionne Sisu        | Yankee Glide       |
| Mandy Moore        | sto    | Ce Ce Groenhof     | Love You           |
| My Dreams          | hingst | Dream Play         | Dream Vacation     |
| Joker Mearas       | hingst | Bobtail            | Juliano Star       |
| Ytowns Skylark     | sto    | Unter Uns          | Viking Kronos      |
| Joelynn Turner     | hingst | Bloomsbury         | Kadabra            |
| Everon             | hingst | Roadmapper         | Holiday Road       |
| Perfect Harmony    | hingst | Dixi Sisu          | Ready Cash         |
| Natural Mine       | hingst | Natural Grace      | Super Arnie        |
| Nycora             | sto    | Krista Tilly       | Super Arnie        |
| Letsdoit           | hingst | Bacio              | Muscle Hill        |
| Andy Gel           | hingst | Pinyata Gel        | Super Arnie        |
| Lexie Brodda       | sto    | Lovely Face        | Viking Kronos      |
| Solöns Skrammel    | sto    | Solöns Rangel      | Turbo Sund         |
| Jax Journey        | hingst | Armbro Alfresco    | S.J.'s Photo       |
| Jacquet            | hingst | Baharat            | Scarlet Knight     |
| Juliette B.        | sto    | Boogie             | Dream Vacation     |
| Justice            | hingst | Barca              | Enjoy Lavec        |
| Just Pace          | sto    | Islay Broline      | Pine Chip          |
| Jaguar B.          | hingst | Juxtapose          | Credit Winner      |
| Kluster            | hingst | Nice Face          | Going Kronos       |
| Oliver C.H.        | hingst | Home Malou         | Home Alone         |
| Notification       | sto    | Temptation As      | Diamond Way        |
| Ies General        | hingst | Ies Greta          | Enjoy Lavec        |
| Spagat             | sto    | Dream In Euro      | Ready Cash         |
| Mellby Killer      | valack | Mellby Amulett     | From Above         |
| Muireann Boko      | sto    | Pecadille Face     | Muscle Hill        |
| Multiple           | hingst | Digital Darling    | Super Photo Kosmos |
| Benchmark          | hingst | System Performance | Scarlet Knight     |
| Von Lloyd          | hingst | Sioux Crazy Dance  | Spotlite Lobell    |
| Hilfiger           | hingst | Haut Couture F.    | Viking Kronos      |
| Field of Dreams    | sto    | Ioana Hanover      | Muscle Massive     |
| King Kennedy       | hingst | Ursula Knick       | Ready Cash         |
| Perkins            | hingst | Lightning Kronos   | Varenne            |
| Everythingwithyou  | hingst | Lindy Ås           | Foreign Office     |
| Champlain Wania    | sto    | Box of Dreams      | Donerail           |
| Speed of Sound     | sto    | Cruise Speed       | Scarlet Knight     |
| Cobra Kai          | hingst | Sliding Window     | Scarlet Knight     |
| Majsan Lane        | sto    | Salixia            | Self Possessed     |
| Howtostealamillion | sto    | Audrey Hepburn     | Enjoy Lavec        |
| Janks Morton       | hingst | The Last Crown     | Love You           |
| Maximum            | hingst | Sävaflickan        | Lord of All        |
| Funcio             | hingst | M.T.Felicia        | Revenue            |
| Önas Ramone        | sto    | Sissel Godiva      | Zerberus           |
| Victory Athena     | sto    | Cinco de Mayo      | Muscle Hill        |
| Nunchaku           | valack | On a Rail          | S.J.'s Photo       |
| Houdini U.M.       | hingst | Gabriella Sisu     | Muscle Mass        |
| Nash Hall          | hingst | Ready Hall         | Ready Cash         |
| Nachos             | hingst | Carbonara          | Pine Chip          |
| Vikings Saga       | sto    | Ellen Will         | Viking Kronos      |
| Nunja              | sto    | Maia F.            | Going Kronos       |
| Black Emperor      | hingst | Ombra Girl         | Silver Pine        |
| Queen Belina       | sto    | First Love Boko    | Muscles Yankee     |
| King of Silver     | hingst | Ninepoints Kelly   | Scarlet Knight     |
| Eudorcas           | hingst | Klipspringer       | Banker Hall        |
| Ulyana Southwind   | sto    | Wall Girl          | Credit Winner      |
| Penthouse          | sto    | Ruby Trap          | Explosive Matter   |
| Fixer Upper        | sto    | Chelsea Belle      | Muscle Massive     |
| Thereisnolimit     | hingst | What's Your Limit  | Credit Winner      |
| Daenerys           | sto    | Mayikissyour Face  | Offshore Dream     |
| Bottnas Jake       | hingst | Direless           | Sam Bourbon        |
| Sunshinetric       | sto    | Tricolore          | Viking Kronos      |
| Ladybug River      | sto    | Crown Kronos       | Supergill          |
| Magnolia Park      | sto    | Angela Rich        | Enjoy Lavec        |
| Holger             | hingst | Annicka            | Spotlite Lobell    |
| Staro Quesada      | sto    | Meta di Azzura     | Windsong's Legacy  |
| Exactement         | sto    | A Perfect Shot On  | Credit Winner      |
| Win Together       | hingst | French Belle       | Love You           |
| Jake J.E.          | valack | Tattletale         | Viking Kronos      |
| Following          | hingst | Tweet Hanover      | Cantab Hall        |
| Equal Pieces       | sto    | Centerline         | Scarlet Knight     |
| State Park         | sto    | Sinks Canyon       | Chocolatier        |
| Decision Maker     | sto    | Full Authority     | Scarlet Knight     |
| Lincoln B.R.       | hingst | Clara B.R.         | Dream Vacation     |
| Millstone's Folly  | sto    | Millstone's Lissom | Classic Response   |
| Negroamaro         | hingst | Lovely Sky         | Love You           |
| Cupido Combo       | hingst | Arctic Love        | Muscles Yankee     |

## Kullen 2020
| Namn               | Kön    | Mor                | Morfar             |
| ------------------ | ------ | ------------------ | ------------------ |
| Ottens Krigare     | hingst | Laugh at My Face   | Viking Kronos      |
| Sara J.E.          | sto    | Little Miss Sweden | Yankee Glide       |
| Glorious Brodde    | hingst | Glamour Brodda     | Ready Cash         |
| Klingon King       | hingst | Foxy Face          | Joke Face          |
| Andiamo            | hingst | Oceanic Clearence  | Scarlet Knight     |
| Conrads Tegnell    | hingst | Restless Legs      | Credit Winner      |
| Noonci             | hingst | Miss Delayed       | Buvetier d'Aunou   |
| Jeppas Zeppelin    | hingst | Shanty Irish       | Muscles Yankee     |
| F.B.I.             | sto    | Maffia             | Viking Kronos      |
| Foreign Affairs    | sto    | Trading            | Deweycheatumnhowe  |
| Fazer              | hingst | Marzipan           | Viking's Way       |
| Runway Threshold   | sto    | Centerline         | Scarlet Knight     |
| Funcia             | sto    | M.T.Felicia        | Revenue            |
| Burt Lancaster     | hingst | Tara Defi          | Defi d'Aunou       |
| Feeling Dizzy      | sto    | Woozy              | Maharajah          |
| Unique Wine        | sto    | Ultimate Wine      | Chocolatier        |
| Anton Mc Kei'Em    | hingst | Dream Silas        | Dream Vacation     |
| La Crosta          | sto    | La Zessa           | Pine Chip          |
| Brabus Hall        | hingst | Emelie Hall        | Triton Sund        |
| Fiddle Faddle      | sto    | Nollkoll           | Viking Kronos      |
| Visual Flight      | hingst | Sliding Window     | Scarlet Knight     |
| Monrose Wine       | sto    | Winner's Rose      | Pine Chip          |
| Oracle Vixi        | hingst | Ripley             | Ride the Night     |
| Kangee             | hingst | Baharat            | Scarlet Knight     |
| Inwest             | sto    | Joy de Castella    | Orlando Vici       |
| Asymmetry          | sto    | System Performance | Scarlet Knight     |
| Operating Licence  | sto    | Bella Beluga       | Yankee Glide       |
| First Flush        | hingst | Souchong           | Going Kronos       |
| Alvena Roy         | hingst | Alvena Ullabella   | Muscle Mass        |
| Solitarian         | sto    | Hermit Lady        | Express Ride       |
| Aileron Thrust     | hingst | Rose Hill Dream    | Taurus Dream       |
| Hands Up Pellini   | hingst | Anna Karin's Girl  | Malabar Man        |
| Mizzio             | sto    | Pittypat Hanover   | Yankee Glide       |
| The Witch of O.Z.  | sto    | Natalie Sisu       | Fast Photo         |
| Good Fellow        | hingst | Onika L.B.         | Credit Winner      |
| Kinglet Bird       | sto    | Vladzia Mauzun     | Coktail Jet        |
| K.G.H.Atlas        | hingst | Moaning Myrtle     | Staro Alive        |
| French Omelette    | sto    | Omelette           | Varenne            |
| Mellby Lambada     | hingst | Mellby Hot Shot    | Muslce Hill        |
| Kencio Jaam        | hingst | Global Tess        | Dream Vacation     |
| Anew Anora         | hingst | Unabelle Anora     | Univers de Pan     |
| Young Yack         | hingst | Premium Lady       | Turbo Thurst       |
| Clear Sight        | sto    | Sinks Canyon       | Chocolatier        |
| Kryptonit Sisu     | hingst | Ocante U.S.        | Muscle Hill        |
| Kinematic          | sto    | Mystical Ann       | Kadabra            |
| Landing Field      | sto    | Landing Gear       | Scarlet Knight     |
| Staro Raymond      | hingst | Meta di Azzura     | Windsong's Legacy  |
| Love Gun           | sto    | Beautiful Bacardi  | R.C.Royalty        |
| Elvis Madebynuncio | hingst | Fourteenosix       | Quevert            |
| Ni Hao Bros        | sto    | Roxy Bros          | Muscle Hill        |
| Kokoon             | sto    | Exit Light         | Super Photo Kosmos |
| Pure Titan         | hingst | Littlemscantbwrong | Yankee Glide       |
| Atlas A'lir        | hingst | Love A'lir         | Love You           |
| Fast Food          | hingst | Takeaway           | Viking Kronos      |
| For Four Couples   | hingst | A Square Dance     | Maharajah          |
| Vappuncio          | sto    | Indra Alfa         | Alf Palema         |
| Malala Yousafzai   | sto    | Mahana I.T.        | Daguet Raptide     |
| Cassio             | hingst | Alfa Stella        | Juliano Star       |
| Maco Toro          | hingst | Ursula Knick       | Ready Cash         |
| Check Out          | hingst | Chelsea Belle      | Muscle Massive     |
| Carry Flash        | sto    | Carelia Boko       | Varenne            |
| Umbra Roc          | sto    | Laura Roc          | Credit Winner      |
| Brigun O.Z.        | sto    | Global Nearly      | Tagliabue          |
| Nilla Renka        | sto    | Zaria              | Ready Cash         |
| R.K.Granit         | hingst | Jummie Broline     | Pine Chip          |
| Make or Break Zaz  | hingst | Spritte Zaz        | S.J.'s Photo       |
| Liston             | hingst | Angel From Heaven  | From Above         |
| Mellby Lion        | sto    | Nonpareil Kronos   | Viking Kronos      |
| Twigs Khaleesi     | sto    | Twigs Likepine     | Pine Chip          |
| Jula Lovely        | sto    | Jula Caipirinha    | Maharajah          |
| Fula Fisken        | hingst | Underworld         | Muscle Hill        |
| Lobelia            | sto    | Fast Agnes         | Scarlet Knight     |
| Inferno U.M.       | hingst | Gabriella Sisu     | Muscle Mass        |
| Pax Quo Vadis      | hingst | Fionas First       | Revenue            |
| Miss Julienne      | sto    | New Emotion        | Love You           |
| Ispanka            | sto    | Ima Quickstep      | Varenne            |
| Ushallnotpass      | hingst | Volontary Simplcty | Cantab Hall        |
| T.C.Champ          | hingst | Elles W.Phedo      | Kesaco Phedo       |
| Mellby Lumumba     | sto    | Please be Patient  | Yankee Glide       |
| Final Approach     | sto    | Approach Reference | Scarlet Knight     |
| True Altitude      | sto    | Tweet Hanover      | Cantab Hall        |
| Selective Calling  | sto    | Full Authority     | Scarlet Knight     |
| Yatzy Lane         | sto    | Fancy Vacation     | Dream Vacation     |
| Cross Lane         | hingst | Racing Memory      | Revenue            |
| Bianca Gel         | sto    | Lady Mirabelle     | Jag de Bellouet    |
| Performante        | sto    | Guinea Boko        | Zola Boko          |
| Fuel Capacity      | hingst | Trunk Route        | Scarlet Knight     |
| Wing Chord         | sto    | Data Link          | Scarlet Knight     |
| Kate Silver        | sto    | Greece Boko        | Zola Boko          |
| Solo Traveler      | sto    | Bacio              | Muscle Hill        |
| Annuncio Helvin    | hingst | Mombasa Bi         | Supergill          |
| Flora Candle       | sto    | Dream In Euro      | Ready Cash         |
| Petite Nicole      | sto    | Petite Håleryd     | Prodigious         |
| Arabella           | sto    | Augusta            | Super Photo Kosmos |
| Specification      | hingst | Maintainablity     | Scarlet Knight     |